# Peter Hauswald
Peter Hauswald (28 oktober 1951) is een Belgische voormalige taekwondoka.

## Levensloop
Hauswald behaalde in 1976 zilver op de Europese kampioenschappen te Barcelona in de klasse -63kg. Datzelfde jaar behaalde hij tevens brons op de Duitse kampioenschappen in dezelfde gewichtsklasse.
Nadat hij in contact kwam met Mart Everts en Lei Bakkes werd in 1978 Taekwondovereniging Hwarang Posterholt opgericht, waarvan hij trainer werd.

## Palmares
- 1976:  Europees kampioenschap -63kg
- 1976:  Duits kampioenschap -63kg